# Мозеш, Ресио
Ресио С. Мозеш (31 августа 1944, У, Понапе, Содружество Северных Марианских островов — 22 июня 2009, Нетт, Понпеи, Федеративные Штаты Микронезии) — микронезийский политический деятель, министр иностранных дел Микронезии (1992—1996).

## Биография
Во время нахождения Микронезии под опекой США работал в администрации подопечной территории Тихоокеанские острова, являлся администратором округа Понпеи и затем был делегирован в Национальный Конгресс (региональный представительный орган).
Входил комиссии по будущему политическому статусу на переговорах с США по Договору о свободной ассоциации.
В 1983—1992 гг. — губернатор штата Понпеи,
в 1992—1996 гг. — министр иностранных дел Микронезии.
В 1996—1997 гг. — постоянный представитель при ООН.
С 1997 г. — в Национальном Конгрессе Микронезии, с 2007 г. — вице-спикер.